# بوربن، سبو
بوربن، سبو (به لاتین: Borbon, Cebu) یک منطقهٔ مسکونی در فیلیپین است که در سیبو واقع شده‌است.